# Правдинское водохранилище (Алтайский край)
Правдинское водохранилище — водохранилище в Первомайском районе Алтайского края, образованное плотиной на реке Чесноковка. Площадь поверхности — 3,4 км².
Находится в 30 км к северо-западу от центра Барнаула вблизи посёлка Правда, от которого и получило своё название.
Правдинское водохранилище является популярным местом для рыбалки (рыбалка бесплатная), там проводятся краевые соревнования по спортивной рыбной ловле. Кроме того, на Правдинском водохранилище проводятся соревнования по парусному спорту.